# Scenarios of Violence
Scenarios of Violence è una raccolta della band thrash metal tedesca Kreator, pubblicato il 29 maggio 1996.
Le tracce live furono registrate al Dynamo Club a Eindhoven, nei Paesi Bassi, nel 1988.

## Tracce
1. "Suicide in Swamps" (inedita) - 5:09
2. "Renewal" (da Renewal) - 4:25
3. "Extreme Aggression" (da Extreme Aggression) - 4:41
4. "Brainseed" (da Renewal) - 3:07
5. "Terror Zone" (da Coma of Souls) - 5:52
6. "Ripping Corpse" (Live) - 4:19
7. "Tormentor" (Live) - 2:33
8. "Some Pain Will Last" (da Extreme Aggression) - 5:37
9. "Toxic Trace" (da Terrible Certainty) - 5:09
10. "People Of The Lie" (da Coma of Souls) - 3:12
11. "Depressive Unrest" (da Renewal) - 3:57
12. "Coma of Souls" (da Coma of Souls) - 4:19
13. "Europe after the Rain" (da Renewal) - 3:13
14. "Limits of Liberty" (inedita) - 1:39
15. "Terrible Certainty" (da Terrible Certainty) - 4:17
16. "Karmic Wheel" (da Renewal) - 6:07